# Accademia di Belle Arti di Zagabria
L'Accademia di belle arti di Zagabria, (Akademija likovnih umjetnosti u Zagrebu),  denominata con la sigla ALU è un ateneo croato per lo studio delle arti visive, situato a Zagabria.
È una delle tre accademie affiliate all'Università di Zagabria, insieme all'Accademia croata delle Scienze e delle Arti (HAZU) e all'Accademia di arte drammatica dell'Università di Zagabria (ADU).
L'Accademia di Belle Arti di Zagabria è stata fondata nel giugno del 1907.
I primi insegnanti furono Robert Frangeš Mihanović, Rudolf Valdec, Robert Auer, Oton Iveković, Bela Čikoš Sesija, Menci Clement Crnčić e Branko Šenoa.
Alunni degni di nota includono Marina Abramović, Oton Gliha, Fadil Hadžić, Alfred Freddy Krupa, Edo Murtić, Dimitrije Popović, Vanja Radauš, Željko Senečić
e Goran Trbuljak, tra molti altri.